# Nobles contra villanos
Nobles contra villanos es el decimoquinto sencillo de Los Pekenikes y el primero, tanto de la nueva etapa de la carrera del grupo como de su nuevo álbum, titulado genéricamente "Los Pekenikes" y popularmente llamado "El coche".
En este sencillo, y una vez dirimido quiénes forman el verdadero grupo de Los Pekenikes, la banda vuelve a las raíces del sonido que les encumbró, pop instrumental a lo Herb Alpert con fuerte originalidad respecto a éste, abundando en el sonido de cóctel. El título, algo engañoso pues parece indicar un sonido más dramático, oculta un tema elegante.
Destacan la fugaz presencia de un tal Antonio al saxo (que no acaba de oírse con seguridad) y de Fernando Martínez, que se irá prontamente.

## Miembros
- Ignacio Martín Sequeros - Bajo eléctrico, piano
- Vicente Gasca: Trompeta
- Félix Arribas: Batería
- José Vicente Losa - Guitarra sajona
- Fernando Martínez- Trombón
- Antonio: Saxo
- Cuerdas: orquesta del estudio.